# Futaba Kioka
Futaba Kioka (木岡 二葉 Kioka Futaba?), född 22 november 1965, är en japansk tidigare fotbollsspelare.
Futaba Kioka debuterade för Japans landslag den 7 juni 1981 i en 0–1-förlust mot Taiwan. Hon spelade 75 landskamper för det japanska landslaget. Hon deltog bland annat i fotbolls-VM 1991, 1995 och OS 1996.